# Bogumiłowice (stacja kolejowa)
Bogumiłowice – stacja kolejowa w Bogumiłowicach, w województwie małopolskim, w Polsce.

## Ruch pasażerski
| Rok  | Wymiana pasażerska na dobę |
| ---- | -------------------------- |
| 2017 | 150–199                    |
| 2022 | 500–699                    |

## Połączenia
- Pociągami osobowymi spółki Koleje Małopolskie w ramach linii SKA3 można dostać się do następujących stacji: Kraków Główny, Bochnia, Brzesko, Tarnów, Nowy Sącz, Krynica, Muszyna, Stróże, Jasło, Oświęcim. Pociągami REGIO spółki PolRegio można dostać się do następujących stacji:  Rzeszów Główny, Dębica, Nowy Sącz, Piwniczna, Tarnów, Brzesko, Bochnia, Kraków Główny, Trzebinia, Mysłowice, Katowice, Rybnik.